# Yelicones affinis
Yelicones affinis (лат.) — вид паразитических наездников рода Yelicones из семейства Braconidae (Ichneumonoidea) отряда перепончатокрылые насекомые. Австралия.

## Описание
Наездники мелких размеров (около 6 мм). Ноги коренастые, короткие. В усиках 29 сегментов. Внешний вид почти полностью коричнево-жёлтый, голова темнее, передняя половина нотаулей и поперечная линия на средней доле мезоскутума коричневые; усики жёлто-коричневые в основании, вершинная половина постепенно темнеет; крылья гиалиновые с коричневыми пятнами. Этот вид можно узнать по сильно скульптурированному лицу, полному затылочному килю, заднему краю заднего крыла, сужающемуся у жилки 2-M, пучку прямых волосков на вершине дискально-субдискальной ячейки и равномерно медовому цвету метасомы. Y. affinis известен только по голотипу, собранному к югу от Дарвина, и назван в связи с близким родством с Y. luridus Предположительно, как и близкие виды, паразитирует в качестве эндопаразитоидов на гусеницах бабочек-огнёвок (Pyralidae и Crambidae) и окукливается внутри шкурки гусеницы, которая, твердея, образует так называемую мумию.